# 1924年冬季奥林匹克运动会加拿大代表团
1924年冬季奥林匹克运动会加拿大代表团参加了在法国的霞慕尼举办的1924年冬奥会。加拿大参加了此后每一届冬奥会。该届冬奥会上加拿大代表团仅收获了一枚金牌，位列奖牌榜第7。

## 奖牌得主

### 金牌
- 多伦多花岗岩 (杰克·卡梅伦、厄尼·科利特、伯特·麦卡弗里、哈罗德·麦克蒙、邓克·芒罗、贝蒂·拉姆齐、西里尔·斯莱特、胡利·史密斯、哈里·沃森) — 冰球,男子组。